# David Seaman
David Andrew Seaman (Rotherham, 1963. szeptember 19. –) Európa-bajnoki bronzérmes válogatott angol labdarúgókapus.

## Pályafutása
1981-től a Leeds United játékosa volt, de itt egy meccsen sem szerepelt, fejlődése érdekében 1982 augusztusában Eddie Gray menedzser kölcsönadta a negyedosztályú Peterborough Unitednek. David sosem tért vissza a kék-sárgákhoz, mivel 1984-ben leigazolta őt az akkor második ligás Birmingham City. Az első ott töltött évében azonnal feljutott csapatával az első osztályba, de egy szezon után vissza is csúsztak a második vonalba. Seaman ekkor a Queen's Park Rangershez igazolt. Ebben az akkoriban magasan jegyzett klubban könyvelhette el első válogatottbeli meghívását. 1988 novemberében be is mutatkozott Bobby Robson háromoroszlánosai között a Szaúd-Arábia elleni barátságos mérkőzésen.
Egy igazolást már elmulasztott 1990-ben George Graham, az Arsenal FC vezetőedzője, de Seamant sikerült megszereznie, aki felváltotta a már 1982 óta a klubnál védő John Lukicot. A debütálása előtt már Peter Shilton után második számú kapusként kint volt az 1990-es vb-n.
Az Arsenal drukkerek elvárásai nagyok voltak az 1,3 millió fontos vételár miatt, de Bob Wilson (korábbi Ágyús kapus), személyi trénere nagy lehetőségeket látott benne, és odaadta neki azt a trikót, amelyben az 1970-'71-es duplázás során minden meccsen magán viselt. David ezt egész arsenalos karrierje során viselte. Sikeres időszakot töltött el itt: az első szezonban 38 meccsen mindössze 18 gólt kapott – bajnok is lett az Arsenal!
Az 1992-es Eb-re nem vitte ki őt Graham Taylor, helyette Chris Woods és Nigel Martyn ment el a kontinensbajnokságra.
1993-ban Ligakupát és FA-kupát is nyert, egy évvel később pedig a KEK-et is elhódította klubjával. Terry Venables-nél, az új szövetségi kapitánynál biztos pont volt a válogatottban, és 2002-ig az is maradt.
1995-ben Graham-et menesztették, de a KEK-fináléba ismét bejutott a csapat, de ott a hosszabbításban Nayim félpályáról megeresztett lövését Seaman csúnyán elnézte, ez egy gyakran felemlegetett hibája maradt, holott bravúrkapus volt. A döntőt a Zaragoza nyerte.
Az 1996-os, hazai rendezésű Eb-n a háromoroszlánosok az elődöntőig meneteltek.
Wenger, aki 1996-tól dolgozik a kklubnál, nagyon megbecsülte Seamant. 1998-ban, a duplázásban jelentős szerepet vállalt, ezért a vb-n is biztos helye volt a Glenn Hoddle által dirigált angol gárdában. Egy szezonnal később David rekordot döntött: 38 meccsen mindössze 17(!) gólt kapott a Premier Leagueben. A következő évet viszont szívesen elfelejtené: mire fölépült sérüléséből, kiesett a formából, az Ágyúsok kikaptak az UEFA-kupa fináléjában az isztambuli Galatasaray ellenében, illetve az Eb-n, mely Hollandiában illetve Belgiumban került megrendezésre, az angolok meglepetésre már a csoportkörben kiestek, mivel harmadik helyen végeztek a portugálok és Románia mögött. 2002-ben klubjával ismét duplázott, de a világbajnokság kellemetlen élmény marad számára: Ronaldinho szabadrúgásgóljában igencsak benne volt; kiesett a szigetország csapata. 2003-ban még egy szövetségi, azaz FA-kupát zsebelhetett be, de végül, miután Arséne Wenger megmondta, hogy a következő idénytől csak cserekapusként számít rá, a Manchester City-hez távozott.
Az Arsenal történetében ő szerepelt legtöbbet kapusként: 565 mérkőzésen játszott.
2003 nyarán a kapus a Manchester Cityhez távozott, ahol első számú hálóőrnek számított. A következő év januárjában megsérült a válla, lecserélték – ez volt utolsó profi mérkőzése, visszavonult. Utódja a szintén válogatott David James lett.
Erősségei: jó reflexek, jól zárta a szöget, nagy tizenegyesölő volt.
Gyengéi: két gólt varrnak nagyon a nyakába a kritikusok (Ronaldinho, Nayim), illetve azt a találatot, amikor a San Marinó-i csatároknak mindössze 8 másodperc kellett ahhoz, hogy bevegyék kapuját, bár ebben a védő, Stuart Pearce is vétkes volt.
Visszavonulása után televíziós pályafutásba kezdett, rövid karakterszerepeket játszott, televíziós vetélkedőkben volt játékvezető (BBC).

## Statisztikák
| Klub      | Season              | Bajnokság       | League          | League | FA kupa         | FA kupa | Ligakupa        | Ligakupa | Európa          | Európa | Other           | Other | Összesen        | Összesen |
| Klub      | Season              | Bajnokság       | Pályára lépések | Gólok  | Pályára lépések | Gólok   | Pályára lépések | Gólok    | Pályára lépések | Gólok  | Pályára lépések | Gólok | Pályára lépések | Gólok    |
| --------- | ------------------- | --------------- | --------------- | ------ | --------------- | ------- | --------------- | -------- | --------------- | ------ | --------------- | ----- | --------------- | -------- |
| 1982–1983 | Peterborough United | Fourth Division | 38              | 0      | 2               | 0       | 4               | 0        | —               | —      | 0               | 0     | 44              | 0        |
| 1983–1984 | Peterborough United | Fourth Division | 45              | 0      | 2               | 0       | 4               | 0        | —               | —      | 0               | 0     | 51              | 0        |
| 1984–1985 | Peterborough United | Fourth Division | 8               | 0      | 1               | 0       | 2               | 0        | —               | —      | 0               | 0     | 11              | 0        |
| 1984–1985 | Birmingham City     | Second Division | 33              | 0      | 2               | 0       | 2               | 0        | —               | —      | 0               | 0     | 37              | 0        |
| 1985–1986 | Birmingham City     | First Division  | 42              | 0      | 3               | 0       | 2               | 0        | —               | —      | 0               | 0     | 47              | 0        |
| 1986–1987 | Queens Park Rangers | First Division  | 41              | 0      | 6               | 0       | 4               | 0        | —               | —      | 1               | 0     | 52              | 0        |
| 1987–1988 | Queens Park Rangers | First Division  | 32              | 0      | 4               | 0       | 3               | 0        | —               | —      | 1               | 0     | 40              | 0        |
| 1988–1989 | Queens Park Rangers | First Division  | 35              | 0      | 4               | 0       | 3               | 0        | —               | —      | 1               | 0     | 43              | 0        |
| 1989–1990 | Queens Park Rangers | First Division  | 33              | 0      | 3               | 0       | 3               | 0        | —               | —      | 1               | 0     | 40              | 0        |
| 1990–1991 | Arsenal             | First Division  | 38              | 0      | 8               | 0       | 4               | 0        | —               | —      | —               | —     | 50              | 0        |
| 1991–1992 | Arsenal             | First Division  | 42              | 0      | 1               | 0       | 3               | 0        | 4               | 0      | 1               | 0     | 51              | 0        |
| 1992–1993 | Arsenal             | Premier League  | 39              | 0      | 8               | 0       | 9               | 0        | —               | —      | —               | —     | 56              | 0        |
| 1993–1994 | Arsenal             | Premier League  | 39              | 0      | 3               | 0       | 5               | 0        | 9               | 0      | 1               | 0     | 57              | 0        |
| 1994–1995 | Arsenal             | Premier League  | 31              | 0      | 2               | 0       | 6               | 0        | 9               | 0      | 2               | 0     | 50              | 0        |
| 1995–96   | Arsenal             | Premier League  | 38              | 0      | 2               | 0       | 7               | 0        | —               | —      | 0               | 0     | 47              | 0        |
| 1996–1997 | Arsenal             | Premier League  | 22              | 0      | 2               | 0       | 2               | 0        | 0               | 0      | —               | —     | 26              | 0        |
| 1997–1998 | Arsenal             | Premier League  | 31              | 0      | 4               | 0       | 1               | 0        | 2               | 0      | —               | —     | 38              | 0        |
| 1998–1999 | Arsenal             | Premier League  | 32              | 0      | 5               | 0       | 0               | 0        | 6               | 0      | 1               | 0     | 44              | 0        |
| 1999–2000 | Arsenal             | Premier League  | 24              | 0      | 2               | 0       | 1               | 0        | 9               | 0      | 0               | 0     | 36              | 0        |
| 2000–2001 | Arsenal             | Premier League  | 24              | 0      | 5               | 0       | 0               | 0        | 10              | 0      | —               | —     | 39              | 0        |
| 2001–2002 | Arsenal             | Premier League  | 17              | 0      | 1               | 0       | 0               | 0        | 7               | 0      | —               | —     | 25              | 0        |
| 2002–2003 | Arsenal             | Premier League  | 28              | 0      | 5               | 0       | 0               | 0        | 9               | 0      | 1               | 0     | 43              | 0        |
| 2003–2004 | Manchester City     | Premier League  | 19              | 0      | 1               | 0       | 1               | 0        | 5               | 0      | —               | —     | 26              | 0        |
| Összesen  | Anglia              | Anglia          | 731             | 0      | 82              | 0       | 60              | 0        |                 | 0      |                 | 0     | 957             | 0        |
| Karrier   | Karrier             | Karrier         | 731             | 0      | 82              | 0       | 60              | 0        |                 | 0      |                 | 0     | 957             | 0        |

### Válogatott
| Anglia   | Anglia          | Anglia |
| Év       | Pályára lépések | Gólok  |
| -------- | --------------- | ------ |
| 1988     | 1               | 0      |
| 1989     | 1               | 0      |
| 1990     | 1               | 0      |
| 1991     | 4               | 0      |
| 1992     | 2               | 0      |
| 1993     | 3               | 0      |
| 1994     | 4               | 0      |
| 1995     | 5               | 0      |
| 1996     | 11              | 0      |
| 1997     | 6               | 0      |
| 1998     | 9               | 0      |
| 1999     | 8               | 0      |
| 2000     | 7               | 0      |
| 2001     | 5               | 0      |
| 2002     | 8               | 0      |
| összesen | 75              | 0      |

## Sikerei, díjai
- Tournoi de France győztes: 1997
- First Division Championship/FA Premier League bajnok (3): 1991, 1998, 2002
- FA Kupa győztes (4): 1993, 1998, 2002, 2003
- Liga Kupa győztes: 1993
- KEK győztes: 1994